# Laguna Blanca (Formosa)
Laguna Blanca é um município da Argentina, localizada na província de Formosa.